# Neuenalpspitz
Der Neuenalpspitz ist ein 1816 m ü. M. hoher Berg im westlichen Alpstein im Schweizer Kanton St. Gallen.
Der Neuenalpspitz steht auf der Grenze zwischen den ehemaligen Gemeinden Stein, heute politische Gemeinde Nesslau, und Alt St. Johann, seit 2010 Gemeinde Wildhaus-Alt St. Johann. Über ihn verläuft ein markierter Wanderweg vom Windenpass im Osten zur Alp Hoor im Süden. Das Stück zwischen Windenpass und Neuenalpspitz führt über leichte Kletterstellen.